# Amphoe Tham Phannara
Amphoe Tham Phannara (thailändisch อำเภอ ถ้ำพรรณรา) ist ein Landkreis (Amphoe – Verwaltungs-Distrikt) in der Provinz Nakhon Si Thammarat. Die Provinz Nakhon Si Thammarat liegt im Osten der Südregion von Thailand. 

## Geographie
Die Provinz Nakhon Si Thammarat liegt etwa 780 Kilometer südlich von Bangkok an der Ostküste der Malaiischen Halbinsel zum Golf von Thailand.
Benachbarte Bezirke (von Osten im Uhrzeigersinn): die Amphoe Chawang und Thung Yai in Nakhon Si Thammarat sowie die Amphoe Phrasaeng und Wiang Sa in der Provinz Surat Thani.

## Geschichte
Am 1. April 1990 wurde Tham Phannara zunächst als Unterbezirk (King Amphoe) eingerichtet, indem die zwei Tambon Tham Phannara und Khlong Se vom Amphoe Chawang abgetrennt wurden. 
Die Verwaltung befand sich zunächst innerhalb des Wat Tham Phannara, bis am 4. Oktober 1993 das heutige Verwaltungsgebäude eröffnet wurde. Am 7.  September 1995 bekam Tham Phannara den vollen Amphoe-Status.

## Verwaltung

### Provinzverwaltung
Amphoe Tham Phannara ist in drei Gemeinden (Tambon) eingeteilt, welche wiederum in 29 Dörfer (Muban) unterteilt sind.
| \| Nr. \| Name \| Thai \| Muban \| Einw.[3] \| \| --- \| ------------- \| -------- \| ----- \| -------- \| \| 1. \| Tham Phannara \| ถ้ำพรรณรา \| 10 \| 7.709 \| \| 2. \| Khlong Se \| คลองเส \| 08 \| 4.272 \| \| 3. \| Dusit \| ดุสิต \| 11 \| 6.829 \| |               |          |       |       |
| Nr. | Name          | Thai     | Muban | Einw. |
| 1. | Tham Phannara | ถ้ำพรรณรา | 10    | 7.709 |
| 2. | Khlong Se     | คลองเส   | 08    | 4.272 |
| 3. | Dusit         | ดุสิต      | 11    | 6.829 |

### Lokalverwaltung
Jeder der drei Tambon wird von einer „Tambon-Verwaltungsorganisation“ (TAO, องค์การบริหารส่วนตำบล) verwaltet.